# Cory Wade
Cory Nathaniel Wade (Indianapolis, 28 maggio 1983) è un giocatore di baseball statunitense, free agent dal 2014.

## Minor League
Wade fu scelto al 10º giro del Draft amatoriale del 2004 come 298a scelta dai Los Angeles Dodgers. Nello stesso anno iniziò nella Gulf Coast League rookie con i GCL Dodgers finendo con 2 vittorie e una sconfitta, 3.03 di ERA e una salvezza in 11 partite di cui 2 da partente. Successivamente giocò nella Pioneer League rookie con gli Ogden Raptors finendo con una vittoria e 2 sconfitte, 5.14 di ERA in 8 partite. Nel 2005 con i Raptors chiuse con 2 vittorie e 3 sconfitte, 4.35 di ERA in 16 partite di cui 11 da partente con un incontro giocato interamente. Successivamente passò nella South Atlantic League singolo A con i Columbus Catfish finendo con 2 sconfitte, 4.05 di ERA e 2 salvezze in 12 partite.
Nel 2006 con i Catfish finì con 6 vittorie e 5 sconfitte, 4.96 di ERA e 2 salvezze in 23 partite di cui 14 da partente con un incontro giocato interamente senza subire punti. Successivamente passò nella Florida State League singolo A avanzato con i Vero Beach Dodgers finendo con 2 vittorie e 4 sconfitte, 8.94 di ERA in 7 partite tutte da partente. Nel 2007 giocò nella California League singolo A avanzato con i Inland Empire 66ers finendo con 7 vittorie e nessuna sconfitta, 2.45 di ERA e 6 salvezze in 25 partite di cui 2 da partente.
Nel 2008 passò nella Midwest League singolo A con i Great Laker Loons finendo con 0.00 di ERA in una singola partita da partente. Poi giocò nella Southern League doppio A con i Jacksonville Suns con una sconfitta, 1.36 di ERA in 14 partite. Nel 2009 con i 66ers finì con 0.00 di ERA in una singola partita da partente. Successivamente passò nella Pacific Coast League triplo A con gli Albuquerque Isotopes finendo con una vittoria e una sconfitta, 6.75 di ERA e una salvezza in 18 partite.
Nel 2010 giocò nella Arizona League rookie con gli AZL Dodgers finendo con 9.00 di ERA in due partite da partente. Poi giocò con i 66ers finendo con 9.00 di ERA in due partite da partente. Infine giocò con gli Isotopes finendo con 3 vittorie e nessuna sconfitta, 4.91 di ERA e 2 salvezze in 21 partite. Il 10 novembre 2010 firmò con i Tampa Bay Rays, giocò nella International League (INT) triplo A con i Durham Bulls finendo con 2 vittorie e una sconfitta, 1.23 di ERA in 21 partite. Il 13 giugno 2011 firmò con i New York Yankees, giocò nella (INT) con i Scranton/Wilkes-Barre Yankees finendo con una vittoria e nessuna sconfitte, 0.00 di ERA in una singola partita.
Nel 2012 con gli Scranton/Wilkes-Barre Yankees finendo con 2 vittorie e nessuna sconfitta, 2.27 di ERA e 5 salvezze in 17 partite.

## Major League

### Los Angeles Dodgers (2008-2009)
Debutto nella MLB il 24 aprile 2008 contro gli Arizona Diamondbacks . Chiuse la stagione con 2 vittorie e una sconfitta, 2.27 di ERA in 55 partite. Nel 2009 finì con 2 vittorie e 3 sconfitte, 5.53 di ERA in 27 partite.

### New York Yankees (2011-2012)
Nel 2011 chiuse con 6 vittorie e una sconfitta, 2.04 di ERA in 40 partite. Nel 2012 finì con una vittoria e una sconfitta, 6.46 di ERA in 39 partite.

## Stili di lancio
Wade attualmente effettua 6 tipi di lanci:
- Four-seam fastball (89 miglia orarie di media)
- Curve (75 mph)
- Change (82 mph)
- Slider (78 mph)
- Cutter (85 mph)
- Sinker (89 mph).

## Vittorie e premi
- Mid-Season All-Star della South Atlantic League con i Columbus Catfish (20/06/2006)
- Lanciatore della settimana della South Atlantic League con i Catfish (11/06/2006).

## Numeri di maglia indossati
- nº 47 con i Los Angeles Dodgers (2008-2009)
- nº 53 con i New York Yankees (2011-2012).